# Phreatia finisterrae
Phreatia finisterrae är en orkidéart som beskrevs av Rudolf Schlechter. Phreatia finisterrae ingår i släktet Phreatia och familjen orkidéer. Inga underarter finns listade i Catalogue of Life.